# Ilkeston
Ilkeston è una cittadina di 37 550 abitanti della contea del Derbyshire, in Inghilterra.

## Amministrazione

### Gemellaggi
- Châlons-en-Champagne, dal 1957